# Gallinula nesiotis
Galinha-d'água-de-tristão-da-cunha ou galinha-de-água-da-tristão-da-cunha (Gallinula nesiotis) é uma espécie extinta de ave da família dos ralídeos, endêmica da ilha de Tristão da Cunha, localizada no Atlântico Sul.